# Adelina Boguș
Adelina Maria Boguș, geborene Adelina Maria Cojocariu (* 4. September 1988 in Botoșani) ist eine rumänische Ruderin. Sie ist Weltmeisterin, sechsfache Europameisterin sowie Olympiateilnehmerin für Rumänien.

## Karriere
Cojocariu begann mit dem Rudersport im Jahr 2002 und konnte erste internationale Erfolge bei drei Teilnahmen an den Weltmeisterschaften der Junioren in den Jahren 2004 bis 2006 erreichen, wo sie drei Medaillen gewann. Bei den Junioren-Weltmeisterschaften 2006 gewann sie die Bronzemedaille im Zweier ohne Steuermann. Im ersten Jahr der Senioren-Altersklasse gewann sie eine Bronzemedaille bei den neu eingeführten Ruder-Europameisterschaften 2007 in Posen zusammen mit Nicoleta Albu. Bei den U23-Weltmeisterschaften gewannen die beiden den Titel im Zweier ohne Steuerfrau 2008 und 2009 sowie die Silbermedaille 2010. Sie wurde gleichzeitig auch Stammkraft des rumänischen Frauen-Achters der offenen Altersklasse, der in den Jahren 2009 und 2010 zwei EM-Titel und zwei WM-Medaillen gewann.
Ab 2011 wurde sie neben dem Achter zusätzlich im Doppelvierer eingesetzt, konnte aber mit der Mannschaft bei den Weltmeisterschaften nicht überzeugen. Im Achter gewann sie in dem Jahr allerdings ihren dritten EM-Titel. In der olympischen Saison 2012 musste Cojocariu zu den Europameisterschaften zunächst mit Maria Bursuc in den Doppelzweier weichen, in dem sie eine Bronzemedaille gewinnen konnte. Zu den Olympischen Sommerspielen 2012 in London kehrte sie in den Achter zurück und belegte Platz 4. Bei den Ruder-Europameisterschaften 2013 und 2014 folgten zwei weitere EM-Titel im Achter, und bei den Ruder-Weltmeisterschaften 2014 in Amsterdam ruderte sie mit dem rumänischen Achter auf den vierten Rang. 2015 folgten eine Bronzemedaille bei den Europameisterschaften und der siebte Platz bei den Weltmeisterschaften. Anfang Mai 2016 belegte der rumänische Achter den vierten Platz bei den Europameisterschaften. Vierzehn Tage später siegten die Rumäninnen in der letzten Olympiaqualifikation in Luzern. Bei den Olympischen Spielen 2016 gewann der rumänische Achter die Bronzemedaille in der Besetzung Roxana Cogianu, Ioana Strungaru, Mihaela Petrilă, Iuliana Popa, Mădălina Bereș, Laura Oprea, Adelina Boguș, Andreea Boghian und Steuerfrau Daniela Druncea. Ende Mai 2017 gewann der rumänische Achter die Goldmedaille bei den Europameisterschaften. Nach dem Sieg beim Weltcupfinale in Luzern siegte der rumänische Achter zum Saisonabschluss 2017 auch bei den Weltmeisterschaften in Sarasota.
Boguș startet für den Verein CS Botoșani. Bei einer Körpergröße von 1,84 m beträgt ihr Wettkampfgewicht rund 75 kg. Im Oktober 2015 heiratete sie den ehemaligen rumänischen Ruderer Cosmin Boguș, seitdem startet sie unter ihrem Ehenamen.